# Parapsilocephala frontalis
Parapsilocephala frontalis är en tvåvingeart som först beskrevs av Krober 1912.  Parapsilocephala frontalis ingår i släktet Parapsilocephala och familjen stilettflugor. Inga underarter finns listade i Catalogue of Life.